# Beilbach
Der Beilbach ist ein 17,1 km langer, orografisch linker Nebenfluss des Axtbachs im nordrhein-westfälischen Münsterland, Deutschland.

## Geographie
Der Bach entspringt etwa 2,4 km östlich von Ennigerloh als Merschbach auf einer Höhe von 99 m ü. NN. Er fließt zuerst in östlicher Richtung. Nach etwa 2 km Flussstrecke wird der Bach Geisterbach genannt. Er wendet seinen Lauf nach Norden. Nach weiteren rund 3 km Flussstrecke wechselt der Bach dann erneut den Namen und wird Beilbach genannt. Ohne weitere Ortschaften zu berühren, erreicht der Bach Beelen und mündet dort linksseitig auf 57,5 m ü. NN in den Axtbach. 
Auf einer Flusslänge von 17,1 km überwindet der Bach einen Höhenunterschied von 41,5 m, was einem mittleren Sohlgefälle von 2,4 ‰ entspricht. Das 46,093 km² umfassende Areal wird über Axtbach und Ems zur Nordsee entwässert. 